# Heterolatzeliidae
Heterolatzeliidae é uma família de milípedes pertencente à ordem Chordeumatida.
Géneros:
- Heterolatzelia Verhoeff, 1897
- Massarilatzelia Makarov & Raða, 2011